# Peter Artner
Peter Artner (Bécs, 1966. május 20. –) válogatott osztrák labdarúgó, hátvéd.

## Pályafutása

### Klubcsapatban
1984 és 1987 között az Austria Wien labdarúgója volt, közben az 1986–87-es idényben kölcsönben a First Vienna csapatában szerepelt. Az Austriával két bajnoki és egy osztrák kupagyőzelmet ért el. 1987 és 1993 között az Admira/Wacker, 1993 és 1996 között az Austria Salzburg játékosa volt. A salzburgi csapattal két bajnoki címet szerzett. 1996–97-ben a spanyol Hércules CF, 1997-ben az olasz Foggia Calcio, 1998 és 2001 között a St. Pölten labdarúgója volt.

### A válogatottban
1987 és 1996 között 55 alkalommal szerepelt az osztrák válogatottban és egy gólt szerzett. Tagja volt az 1990-es olaszországi világbajnokságon részt vevő csapatnak.

## Sikerei, díjai
Austria Wien
- Osztrák bajnokság
  - bajnok (2): 1984–85, 1985–86
- Osztrák kupa
  - győztes: 1986

 Austria Salzburg
- Osztrák bajnokság
  - bajnok (2): 1993–94, 1994–95